# L-Imħabba
"L-Imħabba" (tradução portuguesa: "Amor") foi o título da canção que representou Malta no Festival Eurovisão da Canção 1972, interpretada em maltês pelo duo Helen & Joseph (Helen Micallef e Joseph Cutajar). Foi a nona canção a ser interpretada na noite do evento (a seguir à canção helvética "C'est la chanson de mon amour", interpretada por Véronique Müller e antes da canção finlandesa"Muistathan", interpretada por Päivi Paunu & Kim Floor). No final, a canção maltesa, terminou em 18.º e último lugar, recebendo um total de 48 pontos (o mínimo que podia ter era 34 pontos, visto que o mínimo que cada país podia atribuir era 2 pontos, a multiplicar por 17 países). Devido aos fracos resultados obtidos por Malta (dois últimos lugares em 1971 e 1972 e, o país decidiu fazer uma pausa e só regressou em 1975 com Renato cantando o tema "Singing this song".

## Autores
A canção teve os seguintes autores:
- Compositor: Charles Camilleri;
- Letrista: Albert Cassola;
- Orquestrador: Charles Camilleri

## Letra
A canção é um up-tempo (dueto) com os cantores descrevendo a tentar encontrar a resposta à questão "Qual é o maior amor da juventude?". Inicialmente, eles perguntam a "homens sábios, filósofos e poetas" e recebem a resposta que o "Amor é um beijo" - uma palavra presente na maltês, italiano, castelhano, inglês e alemão (no plural) na letra. Depois o duo pergunta a "freaks", Hells Angels e hippies e obtém a mesma resposta, com a imagem não habitual de um gangue de motorizadas respondendo à questão, sendo representados pelos 
Des Mangan. Finalmente, o par explica que Italianos, Espanhóis, Alemães, Ingleses e Malteses todos respondem à questão da mesma forma - deste modo explicando a palavra traduzida "beijo" no coro.